# Petalidium englerianum
Petalidium englerianum är en akantusväxtart som först beskrevs av Schinz, och fick sitt nu gällande namn av C.B. Cl.. Petalidium englerianum ingår i släktet Petalidium och familjen akantusväxter. Inga underarter finns listade i Catalogue of Life.